# Sithon discophora
Sithon discophora är en fjärilsart som beskrevs av Felder 1862. Sithon discophora ingår i släktet Sithon och familjen juvelvingar. Inga underarter finns listade i Catalogue of Life.